# Zahrad
Zareh Yaldızcıyan alias Zahrad (em língua arménia: Զահրատ, Nişantaşı, Şişli, Istambul, 10 de maio de 1924-Istambul, 20 de fevereiro de 2007) fou um poeta turco-arménio.
Foi criado com a sua avó materna depois de perder os seus pais aos três anos. Se graduou numa escola mequitarista e começou a estudar medicina, mas deixou os estudos no terceiro ano. Casou-se em 1963 com Anaîs Antreassyan.